# Ведмесвинолюд
«Ведмесвинолюд» (англ. ManBearPig) — 6 епізод 10 сезону (№ 145) серіалу «Південний парк», прем'єра якого відбулася 26 квітня 2006 року. Епізод є реакцією творців серіалу на вихід та великий успіх фільму колишнього віцепрезидента США Ела Ґора «Незручна правда» та висміює його діяльність із попередження населення про глобальне потепління.

## Стислий опис
Друзі застрягають в Печері вітрів через спроби Альберта Ґора вбити «ВедмеСвиноЛюда» — вигадану істоту, за допомогою якої віцепрезидент намагається добитися уваги.

## Пародії
- Епізод пародіює боротьбу Ела Ґора із глобальним потеплінням, яке тут постає у вигляді вигаданого ним безглуздого монстра, за допомогою якого всіма забутий Ґор хоче привернути до себе увагу. Наприкінці серії він згадує, що, «можливо, зніме фільм із собою в головній ролі» — тут йдеться про його «Незручну правду», яка отримала Оскара за найкращий документальний фільм та найкращу пісню; Паркер та Стоун були вкрай розчаровані цим фільмом[1].
- Абревіатура, яку Ґор використовує для позначення ВедмеСвиноЛюда — «MBP (ManBearPig)» — є реальним терміном, який використовується в галузі вивчення танення льодовиків у зв'язку з глобальним потеплінням — «Mass Balance potential» (укр. Потенціал балансу маси)[2].
- Ел Гор використовує слово «serial» замість «serious» і «seriously». Це посилання на його застереження на «Шоу Опри Вінфрі» — коли його запитали, що є його улюбленим сухим сніданком (англ. cereal), йому почулося «serial» (укр. серіал), і він відповів: «Опра»[3].

## Цікаві факти
- Печера вітрів — реальне місце в Колорадо[4].
- «Excelsior» перекладається з латинської як «вище і вище».